# Љубав је као чоколада
Љубав је као чоколада је позоришна представа коју је режирао Предраг Стојменовић, према тексту Вање Шевић. Премијерно је приказана 27. маја 2021. у позоришту ДАДОВ.

## Радња
Представа је сачињена од више кратких прича, које прате животе двадесетогодишњака који су “сингл”. Они су заточеници својих светова, сатканих од различитих жеља, снова и циљева. Они се надају љубави, желе љубав, сањају о љубави, али њихови животи нису заустављени да би чекали да им се љубав деси. Љубав је као чоколада је мелодрама о генерацијском проблему, о миленијалској самодовољности као и погубној метиљавости која управо из ње произилази. Прича о генерацији која жели да воли и да буде вољена, али посрће у покушајима да то оствари.
Теме које ова мелодрама истражује су генерацијски проблеми, себичност и самодовољност.

## Улоге
| Лица | Глумци           |
| ---- | ---------------- |
|      | Никола Брун      |
|      | Јана Мартинов    |
|      | Филип Папрић     |
|      | Огњен Иванов     |
|      | Лазар Ненадовић  |
|      | Влада Папрић     |
|      | Миа Јовановић    |
|      | Оља Николић      |
|      | Никола Радуловић |